# Christian Clavier
Christian Clavier (teljes nevén Christian Jean-Marie Clavier, Párizs, 1952. május 6. –) francia színész, filmrendező, forgatókönyvíró és filmproducer.
Számos filmben játszott együtt Jean Renóval és Gérard Depardieu-vel, a magyar közönség elsősorban Asterix, Napóleon és Jacques Foch szerepéből ismerheti.

## Életrajza
Clavier a középiskolai tanulmányait a neuilly-i Pasteur líceumban végezte és bár többször említette, sohasem tanult a párizsi Politikatudományi Intézetben. Színészi karrierje a középiskola Splendid nevű, komikus színházi társulatában kezdődött, a társulattal olyan közönségsikeres filmeket alkotott, mint a Bronzbarnák (Les Bronzés) és a Karácsonyi kalamajka (Le Père Noël est une ordure).
A Splendid-csoportot elhagyva, 1993-ban Jean Reno mellett főszerepet játszik a világszerte népszerű Jöttünk, láttunk, visszamennénk (Les Visiteurs) című vígjátékban. A filmbeli Jacquouille (magyar fordításban Zsak-Fos, a bolondos) szerepe széles körű ismertséget nyújtott Clavier számára. Az ismertté vált színész ezután több nagy költségvetésű francia filmben játszott, úgymint az Asterix képregény filmadaptációi, illetve a Jöttünk, láttunk, visszamennénk folytatásai. A többnyire vígjátékokban szereplő Clavier drámai szerepeket is vállalt, így láthatjuk a A nyomorultak televíziós változatában, Thénardier szerepében, illetve a Napóleon életéről szóló televíziós sorozatban (Napóleon) a francia hadvezér és császár szerepében.
1996-ban alapította meg produkciós irodáját, a Ouille Production-t.

## Családja
Apja, Jean Clavier orvos, édesanyja, Phanette háztartásbeli volt. A színész két testvére közül a bátyja, Stéphane Clavier is a filmművészetet választotta, filmrendezőként dolgozik, a húga professzor. Clavier unokaöccse Yves Rousset-Rouard producer, aki a Bronzbarnák filmekben is közreműködött.
Marie-Anne Chazel színésznő több mint harminc éven át volt Clavier felesége, házasságukból két lányuk született, a második lány azonban közvetlenül a születése után meghalt. Chazeltől 2001-ben vált el, jelenlegi társa Isabelle de Araujo sminkes, akit egy forgatáson ismert meg.

## Elismerése
Claviert a Jöttünk, láttunk, visszamennénk című filmmel kapcsolatban a legjobb színész, illetve a legjobb forgatókönyv kategóriákban jelölték a César-díjra 1994-ben.
A színészi tevékenységének elismeréseként 2008. május 21-én kapta meg a francia Becsületrend lovagi címet.

## Filmjei
| Év   | Cím                                               | Eredeti cím                                     | Szerep                                       | Magyar hangja         |
| ---- | ------------------------------------------------- | ----------------------------------------------- | -------------------------------------------- | --------------------- |
| 2024 | Ki hitte volna?                                   | Cocorico                                        | Frédéric Bouvier Sauvage                     | Szacsvay László       |
| 2023 | Putifár tanár úr visszavág                        | Les vengeances de Maître Poutifard              | Robert Putifár                               | Szacsvay László       |
| 2022 | A hónap dolgozója                                 | Irréductible                                    | Michel Gougnat, szakszervezetis              | Háda János            |
| 2021 | Camelot – Harcok trónja                           | Kaamelott – Premier volet                       | Jogtanácsos                                  | Szacsvay László       |
| 2021 | Bazi nagy francia lagzik 3.                       | Qu’est-ce qu’on a tous fait au bon Dieu?        | Claude Verneuil                              | Szacsvay László       |
| 2019 | Családi vakáció – Irány Ibiza!                    | Ibiza                                           | Philippe                                     | Szacsvay László       |
| 2019 | Bazi nagy francia lagzik 2.                       | Qu'est-ce qu’on a encore fait au bon Dieu?      | Claude Verneuil                              | Szacsvay László       |
| 2018 | Spirou és Fantasio kalandjai                      | Les aventures de Spirou et Fantasio             | Champignac grófja                            | Berzsenyi Zoltán      |
| 2017 | Derült égből család                               | Momo                                            | André Prioux                                 | Harsányi Gábor        |
| 2017 | Romazuri                                          | À bras ouverts                                  | Jean-Etienne Fougerole                       | Szilágyi Tibor        |
| 2016 | Jöttünk, láttunk, visszamennénk 3. – A forradalom | Les Visiteurs: La Révolution                    | Jacques-Foches, a bolondos                   | Józsa Imre            |
| 2015 | Elmentek otthonról                                | Babysitting 2                                   | Alain                                        | Józsa Imre            |
| 2014 | Ne zavarjatok!                                    | Une heure de tranquillité                       | Michel Leproux                               | Józsa Imre            |
| 2014 | Bazi nagy francia lagzik                          | Qu'est-ce qu'on a fait au Bon Dieu?             | Claude Verneuil                              | Szacsvay László       |
| 2013 | Nagytudásúak                                      | Les profs                                       | Cutiro, matektanár                           | Kerekes József        |
| 2011 | Család csak egy van                               | On ne choisit pas sa famille                    | César Borgnoli                               | Háda János            |
| 2007 | A vörös fogadó                                    | L’auberge rouge                                 | Pierre Martin + *forgatókönyvíró             | Mihályi Győző         |
| 2007 | –                                                 | Le prix a payer                                 | Jean-Pierre Ménard                           |                       |
| 2006 | Rudolf – Sissi egyetlen fia                       | Kronprinz Rudolf                                | Taaffe miniszterelnök                        | Galkó Balázs          |
| 2006 | Zűrös páros                                       | L’Entente cordiale                              | François de La Conche                        | Dunai Tamás           |
| 2005 | Az ellenszer                                      | L’antidote                                      | Jacques-Alain Marty                          | Mihályi Győző         |
| 2005 | Farkasok birodalma                                | L’Empire des loups                              | *forgatókönyvíró                             |                       |
| 2004 | Albert, a fura fazon                              | Albert est méchant                              | Patrick Lechat                               | Kassai Károly         |
| 2004 | Nagy zűr Korzikán                                 | L’Enquête corse                                 | Rémi François/Jack Palmer + *forgatókönyvíró | Józsa Imre            |
| 2003 | Édes Rita                                         | Lovely Rita, sainte patronne des cas désespérés | Edgar Lamarck                                | Józsa Imre            |
| 2002 | Asterix és Obelix: A Kleopátra-küldetés           | Astérix & Obélix: Mission Cléopâtre             | Astérix                                      | Galkó Balázs          |
| 2002 | Napóleon                                          | Napoléon                                        | Bonaparte Napóleon                           | Kőszegi Ákos          |
| 2001 | Reszkess, Amerika!                                | Les visiteurs en Amérique                       | Jacques-Foches +*forgatókönyvíró             | Józsa Imre            |
| 2000 | Nyomorultak                                       | Les Misérables                                  | Thénardier                                   | Tarján Péter          |
| 1999 | Asterix és Obelix                                 | Astérix et Obélix contre César                  | Astérix                                      | Galkó Balázs          |
| 1998 | Jöttünk, láttunk, visszamennénk 2. – Az időalagút | Les couloirs du temps – Les Visiteurs II.       | Jacques-Foches +*forgatókönyvíró             | Józsa Imre            |
| 1995 | Zűrangyalok                                       | Les anges gardiens                              | Hervé Tarain atya                            | Harsányi Gábor        |
| 1994 | Segítség, csaló!                                  | Grosse fatigue                                  | Christian Clavier                            |                       |
| 1993 | Aranyra szomjazva                                 | La Soif de l’or                                 | Urbain Donnadieu                             | Józsa Imre            |
| 1993 | Jöttünk, láttunk, visszamennénk                   | Les visiteurs                                   | Jacques-Foches/Jacquart +*forgatókönyvíró    | Józsa Imre            |
| 1991 | Marhakonzerv-akció                                | L’Opération Corned-Beef                         | Jean-Jacques Granianski +*forgatókönyvíró    | Végvári Tamás         |
| 1989 | Kísértet az ágyban                                | Fantômes sur l’oreiller                         | Brice                                        | Cseke Péter           |
| 1989 | –                                                 | Mes meilleurs copains                           | Jean-Michel Tuilier                          |                       |
| 1987 | Gerard Floque kicsapongó élete                    | La vie dissolue de Gerard Floque                | Edouard                                      |                       |
| 1986 | Twist Moszkvában                                  | Twist again à Moscou                            | Jurij +*forgatókönyvíró                      | Maros Gábor           |
| 1983 | Papi, a hős                                       | Papy fait de la résistance                      | Michel Taupin +*forgatókönyvíró              | Csankó Zoltán         |
| 1982 | Karácsonyi kalamajka                              | Le Pere Noël est une ordure                     | Katia                                        | Breyer Zoltán         |
| 1981 | Őrült vakáció                                     | Les Babas Cool                                  | Antoine Bonfils                              | Csankó Zoltán         |
| 1981 | Klára és a szépfiúk                               | Clara et les chics types                        | Charles                                      |                       |
| 1980 | Jobb ma egy nő, mint tegnap három                 | Je vais craquer!!!                              | Jérôme Ozendron                              | Végvári Tamás         |
| 1979 | A bronzbarnák síelni mennek                       | Les bronzés font du ski                         | Jerome +*író                                 | Háda János            |
| 1978 | Bronzbarnák                                       | Les bronzés                                     | Jerome                                       | Kassai Károly         |
| 1978 | Bronzbarnák                                       | Les bronzés                                     | Jerome                                       | Bede-Fazekas Szabolcs |
| 1978 | Bronzbarnák                                       | Les bronzés                                     | Jerome                                       | Háda János            |
| 1976 | F. mint Fairbanks                                 | F comme Fairbanks                               | felszolgáló                                  |                       |